# Cetățenie multiplă

Ţările care recunosc cetăţenia dublă sau multiplă (cu verde) şi ţările care o interzic (cu roşu)

Cetățenia multiplă, sau naționalitatea multiplă, este un statut prin care o persoană este văzută ca un cetățean sub legile mai multor state.
Dubla cetățenie este cea mai cunoscută formă de cetățenie multiplă, deoarece nimic din legea internațională nu împiedică pe cineva să posede cetățenie în două state.
Cetățenia multiplă există doar datorită faptului că diferite țări au mai multe criterii, care nu sunt neapărat exclusive, de acordare a cetățeniei. Prin urmare, o persoană poate deveni cetățean al mai multor țări deorece statele, și nu persoanele decid cine e sau nu un cetățean. Nativii americani nu au niciun cuvânt de spus dacă o altă țară (spre exemplu Irlanda) îi consideră cetățeni. Unele țări acordă automat cetățenie la naștere persoanelor care au un părinte național al țării respective (Dreptul strămoșesc sau jus sanguinis), sau persoanelor născute pe teritoriul țării respective (Dreptul pământean sau jus soli), sau prin căsătorie persoanelor care se căsătoresc cu cetățeni ai țării respective (Dreptul matrimonial sau jus matrimonii). Alte națiuni (precum Australia) permit acordarea cetățeniei copiilor persoanelor cu cetățenie sub anumite circumstanțe. În plus, cetățenia poate fi acordată prin naturalizare.
Unele țări consideră cetățenia multiplă indezirabilă și iau măsuri să o prevină; acestea se concretizează prin pierderea automată a cetățeniei dacă o altă cetățenie este obținută voluntar (de exemplu, în Azerbaidjan, în Japonia sau în Singapore) sau amenzi penale pentru exercitarea altei cetățenii (de exemplu, a avea un pașaport străin în Arabia Saudită). Altele îi pot da dreptul unei persoane la orice numar de cetățenii. Totuși, deoarece fiecare țară decide singură cine îi sunt cetățenii, bazat doar pe propriile legi și în general fără a lua în considerare legile altor țări, este posibil ca un individ să fie considerat cetățean al două sau mai multe țări, chiar dacă unele din aceste țări interzic cetățenia dublă sau multiplă.
Pe de altă parte, unele țări consideră cetățenia multiplă dezirabilă, deoarece crește șansele cetățenilor lor să competiționeze și să întrețină contacte la nivel global, și/sau au luat măsuri active pentru a permite cetățenia multiplă în ultimii ani (exemplu: Australia, din 4 aprilie 2002; India a introdus o formă de cetățenie străină, dar asta împiedică exercitarea cetățeniei duble complete).
Multe țări, chiar și acelea care permit cetățenia dublă sau multiplă, nu o recunosc prin lege: indivizii sunt tratați fie ca cetățeni ai acelei țări sau nu, iar cetățenia lor cu privire la alte state este considerată a fi fără relevanță. Aceasta poate să însemne, de exemplu, că oficialii consulatelor din străinătate s-ar putea să nu aibă acces la cetățenii lor dacă aceștia au și cetățenie locală (de exemplu, Iran, Mexic, multe state arabe, fostele țări componente ale U.R.S.S.). Unele țări pot acorda accesul oficialilor consulatelor din curtoazie, dar nu acceptă nicio obligație să facă acest lucru sub contracte consulare internaționale. Dreptul țărilor de a se comporta astfel este protejat de legea propriei stăpâniri naționale. În discurs popular, referințele la țări care recunosc cetățenia multiplă pot vorbi doar despre lipsa unui statut specific care interzice cetățenia multiplă (lăsând deoparte dificultățile de a impune un asemenea statut).